# همه دختران گمشده
همهٔ دختران گمشده (انگلیسی: All the Missing Girls) یک رمان مهیج معمایی نوشتهٔ مگان میراندا است که در سال ۲۰۱۶ منتشر شد.
این کتاب در سال 1398 در ایران و با ترجمه سارا پیرعلی توسط نشر ستاک منتشر شده است. 